# Acalolepta borneensis
Acalolepta borneensis là một loài bọ cánh cứng trong họ Cerambycidae.